# Leavenworth (Washington)
Leavenworth es una ciudad ubicada en el condado de Chelan en el estado estadounidense de Washington. En el año 2000 tenía una población de 2.074 habitantes y una densidad poblacional de 674 personas por km².

## Geografía
Leavenworth se encuentra ubicada en las coordenadas 47°35′47″N 120°39′54″O / 47.59639, -120.66500.

## Historia
La primera ruta a través de Stevens Pass (puerto de Stevens) fue construida por el Great Northern Railway (Gran Ferrocarril del Norte) en 1892. El poblado estaba al otro lado del río Wenatchee de Icicle y fue recibió el nombre de Leavenworth el mismo año en el que comenzó la construcción del tren. El capitán Charles Leavenworth, presidente de la Sociedad de Inversión de Okanogan, compró la tierra en lo que en la actualidad es el centro de la ciudad y trazó las calles paralelas a las vías del ferrocarril nuevas. La construcción del ferrocarril fue terminada durante el invierno de 1893. 
Lafayette Lamb y su hermano, Chauncery Lamb llegaron en 1903 desde Iowa para construir el segundo aserradero más grande del estado de Washington.
Leavenworth fue incorporado oficialmente el 5 de septiembre de 1906. Tras sus inicios como una pequeña comunidad construida toda de madera, pasó a convertirse en la sede de la Great Northern Railway en el año 1900. Sin embargo, el ferrocarril se trasladó a Wenatchee en la década de 1920, lo que afectó gravemente a la economía de Leavenworth.
La ciudad luchó por sobrevivir hasta 1962, cuando se formó el Comité del Proyecto LIFE (Leavenworth Improvement For Everyone), con el objetivo de transformar a Leavenworth en un remedo de un pueblo bávaro, para así revitalizar su economía. Owen y Pauline Watson, los propietarios de un negocio en la calle Front, formaron el comité después de visitar Solvang (California) en 1958 y pensaron que era una excelente idea para Leavenworth.
Leavenworth es la sede del Leavenworth Nutcracker Musum (Museo del cascanueces), que abrió sus puertas en 1995 y contiene más de 5.000 cascanueces que datan desde la prehistoria hasta la era moderna. Igualmente, Leavenworth celebra cada año un Oktoberfest. 
La transformación de Leavenworth en una ciudad temática se inspiró en la de Solvang y contó con la ayuda de dicho municipio californiano. Más tarde el pueblo de Winthrop (Washington) siguió el ejemplo de Leavenworth y se convirtió también en un municipio temático (en este caso, inspirándose en el viejo Oeste de los Estados Unidos).

## Demografía
Según la Oficina del Censo en 2000 los ingresos medios por hogar en la localidad eran de $35.692, y los ingresos medios por familia eran $48.347. Los hombres tenían unos ingresos medios de $35.165 frente a los $23.854 para las mujeres. La renta per cápita para la localidad era de $18.709. Alrededor del 5,2% de la población estaban por debajo del umbral de pobreza.